# 1971년 코파 가나도레스 데 코파
1971년 코파 가나도레스 데 코파(1971 Copa Ganadores de Copa)은 1971년 2월 28일부터 3월 7일까지 열린 코파 가나도레스 데 코파의 2번째 시즌이자 마지막 시즌이다. 남미 축구 연맹(CONMEBOL)이 해당 대회의 지위를 친선 대회로 결정했기 때문에 1971 시즌은 정식 대회로 인정되지 않는다. 에콰도르의 아메리카 데 키토가 우승을 차지했다.

## 참가 팀
| 1조 (취소됨): 우라칸 부세오 데포르테스 콘셉시온 아르헨티나 대표 (불참) 볼리비아 대표 (불참) |  | 2조 (에콰도르 키토에서 개최됨): 아메리카 데 키토 올림피아 후안 아우리치 발렌시아 |

브라질, 콜롬비아가 대회 참가를 거절했기 때문에 1조는 2개 팀으로, 4조는 4개 팀으로 진행될 예정이었다. 그러나 데포르테스 콘셉시온은 기권을 선언했고 우라칸 부세오는 대회 참가 의사를 전달하지 않으면서 취소되었다.
남미 축구 연맹(CONMEBOL)은 1971년 2월 25일에 해당 대회의 지위를 "친선 대회"로 변경하고 트로피도 폐지했다. 2조 경기는 1971년 코파 리베르타도레스 조별 예선 5경기와 병행하여 진행되었으며 2조 1위였던 아메리카 데 키토는 사실상 우승 팀으로 처리되었다.

## 대회 결과
| 팀               | 승점 | 경기 | 승 | 무 | 패 | 득 | 실 | 차 |
| ---------------- | ---- | ---- | -- | -- | -- | -- | -- | -- |
| 아메리카 데 키토 | 5    | 3    | 2  | 1  | 0  | 5  | 0  | +5 |
| 올림피아         | 4    | 3    | 1  | 2  | 0  | 2  | 1  | +1 |
| 발렌시아         | 2    | 3    | 0  | 2  | 1  | 2  | 3  | -1 |
| 후안 아우리치    | 1    | 3    | 0  | 1  | 2  | 3  | 8  | -5 |

| 1971년 2월 28일 (키토) |     |               |
| 올림피아               | 2-1 | 후안 아우리치 |
| 1971년 2월 28일 (키토) |     |               |
| 아메리카 데 키토       | 1-0 | 발렌시아      |
| 1971년 3월 3일 (키토)  |     |               |
| 아메리카 데 키토       | 4-0 | 후안 아우리치 |
| 1971년 3월 3일 (키토)  |     |               |
| 올림피아               | 0-0 | 발렌시아      |
| 1971년 3월 7일 (키토)  |     |               |
| 아메리카 데 키토       | 0-0 | 올림피아      |
| 1971년 3월 7일 (키토)  |     |               |
| 발렌시아               | 2-2 | 후안 아우리치 |

## 우승
| 1971년 코파 가나도레스 데 코파 우승 팀 |
| -------------------------------------- |
| 아메리카 데 키토 1번째 우승            |